# Fincken
Fincken è un comune del Meclemburgo-Pomerania Anteriore, in Germania.

Appartiene al circondario della Seenplatte del Meclemburgo ed è parte della comunità amministrativa (Amt) di Röbel-Müritz.

## Geografia fisica
Dà il nome al lago attraversato dal fiume Elde, sulla cui riva sudorientale si affaccia: il lago di Fincken.

## Geografia antropica

### Suddivisioni amministrative
Il territorio comunale comprende 6 centri abitati (Ortsteil):
- Fincken
- Fincken-Ausbau
- Jaebetz
- Kaeselin
- Knüppeldamm
- Knüppeldamm-Ausbau